# Medium format

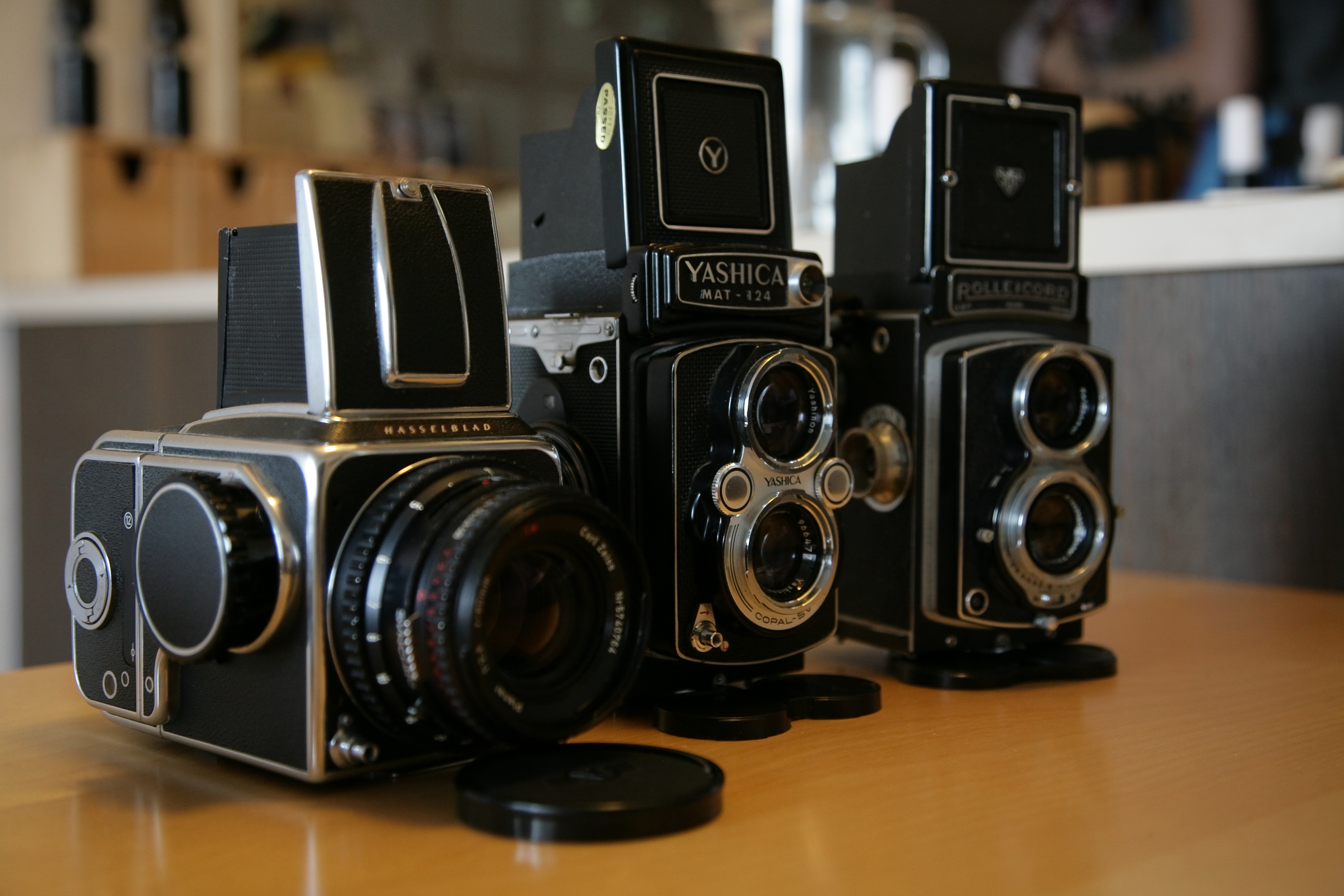
Một số dòng máy ảnh medium format phổ thông

Medium format là khái niệm nhiếp ảnh dành cho khổ phim cỡ trung. Ngày nay, khái niệm này tiếp tục được sử dụng cho máy ảnh kỹ thuật số sử dụng cảm biến lớn hơn full frame (24 mm × 36 mm, hay còn gọi là 35 mm) nhưng nhỏ hơn khổ phim cỡ lớn large format (100 mm × 130 mm). Các máy ảnh medium format hiện đại thường được trang bị dòng ống kính riêng biệt với cảm biến lớn. Nhiều máy ảnh phim trước đây cũng có thể lắp được cảm ứng kỹ thuật số, tuy nhiên loại cảm ứng này thường lại nhỏ hơn khổ phim 35 mm.
Medium format trước đây chính là khổ phim phổ biến nhất trong thời đại chụp ảnh bằng máy phim. Khổ phim này không chỉ được giới nhiếp ảnh chuyên nghiệp ưa chuộng, mà còn là lựa chọn của nhiều nhiếp ảnh gia nghiệp dư. Nếu như trước đây, có rất nhiều khổ phim khác nhau của dòng medium format được sản xuất, thì ngày nay, các hãng phim chỉ còn sản xuất 2 khổ chính đó là 120 và 220. Các kích thước khác nhìn chung chỉ có thể tìm thấy tại các nhà sưu tầm đồ cổ. Điều đó khiến nhiều người mặc định các cỡ phim 120 và 220 là hai khái niệm gắn liền với medium format.
Dòng medium format thường phát triển sau các dòng máy ảnh phổ thông khác. Nếu như máy ảnh 35 mm bắt đầu có một vài chế độ tự động kể từ thập niên 1950, và chế độ lấy nét tự động (autofocus) được ra mắt lần đầu vào năm 1977, thì tất cả mới được áp dụng vào giữa thập niên 1990 với medium format. Trong khi đó với large format tất cả vẫn thủ công cho tới tận ngày nay.